# محمود اليوسف (لاعب كرة قدم)
محمود اليوسف ديب (مواليد 20 يناير 1988) هو لاعب كرة قدم سوري يلعب في نادي حطين السعودي.

## وصلات خارجية
- محمود اليوسف ديب على موقع قاعدة بيانات كرة القدم.إي يو (الإنجليزية)
- محمود اليوسف ديب على موقع ناشيونال فوتبول تيمز (الإنجليزية)
- محمود اليوسف ديب على موقع Soccerway.com (الإنجليزية)

- محمود اليوسف ديب